# Ricardo Franco Levi
Ricardo Franco Levi (Montevideo, 10 aprile 1949) è un politico e giornalista italiano, sottosegretario di Stato alla Presidenza del Consiglio dei ministri con delega all'informazione e all'editoria nel secondo governo Prodi.

## Biografia
È nato in Uruguay ed ha trascorso l'infanzia in Argentina, dove il padre, modenese di famiglia ebraica ed antifascista, si era rifugiato con i genitori ed i fratelli all'indomani della promulgazione delle leggi razziali; tra i parenti in fuga vi era anche lo zio Arrigo Levi, futuro giornalista e direttore de La Stampa. La madre era invece di Buenos Aires e di origini tedesche e basche.
I Levi tornarono a Modena quando Ricardo aveva tre anni, con l'affermarsi della dittatura di Perón.
Laureato in scienze politiche all'Università di Bologna e specializzato in economia e commercio internazionale, ha iniziato la carriera di giornalista professionista a Il Sole 24 Ore e ha poi scritto e collaborato con altri quotidiani italiani, tra i quali il Corriere della Sera, Il Giorno, Il Messaggero e La Stampa.
Nel 1991 ha fondato il quotidiano L'Indipendente, che ha diretto fino al 1992.
In seguito divenne stretto collaboratore di Romano Prodi, di cui è stato portavoce sia durante l'esperienza del primo esecutivo guidato dal professore sia a Bruxelles, quando Prodi fu a capo della Commissione europea. In questo secondo periodo è stato inoltre direttore del gruppo dei consiglieri politici della Commissione europea.
Alle elezioni politiche del 2006 viene eletto deputato nella circoscrizione III (Lombardia 1), in qualità di rappresentante della lista dell'Ulivo. Dal 18 maggio dello stesso anno è sottosegretario alla Presidenza del Consiglio nel secondo governo Prodi, ricevendo la delega per l'informazione, la comunicazione e l'editoria il 15 giugno 2006.
È coautore del discusso disegno di Legge Levi-Prodi sull'editoria che obbligherebbe gli autori di pubblicazioni sul web (inclusi, per esempio, i blog) a registrarsi al Registro degli operatori di comunicazione.
Portavoce del governo ombra del Partito Democratico voluto da Walter Veltroni dopo la sconfitta politica del 2008 in opposizione al governo Berlusconi IV.
Successivamente è stato ripresentato e rieletto alle elezioni politiche del 2008 in Sicilia (circ. 2). Nel giugno 2008, come deputato, ha presentato un progetto di legge sull'editoria analogo al precedente, che è stato assegnato alla VII Commissione Cultura della Camera dei deputati il 6 novembre 2008.
È primo firmatario della legge "nuova disciplina del prezzo dei libri" che limita al 15% lo sconto sul prezzo di copertina dei libri. Tale legge, i cui effetti sono entrati in vigore il 1º settembre 2011, è stata ed è nuovamente oggetto di dure polemiche da parte dell'opinione pubblica in Internet che la definisce legge "anti-Amazon" od "ammazza-sconti".
Da giugno 2017 è il nuovo presidente dell'Associazione Italiana Editori (AIE).